# 粗糙鱗蓋傘
粗糙鱗蓋傘，分布於熱帶及亞熱帶地區，屬小皮傘科，也是上述地區常見木棲腐生野菇之一種。該種菌類生長於該地區的四季低海拔林區，數天生，肉質軟硬，有毒。